# 何曉鐘
何曉鐘（1934年2月1日—1990年），本名何祖武，筆名梵父，山東省濟寧縣人，台灣男性編劇家。夫人趙寶珍，河北省天津市人，筆名古梅、曉芃等。何曉鐘與趙寶珍曾共同參與台視八點檔連續劇《星星知我心》的編劇。

## 簡歷
- 1948年5月，隨服役於中華民國空軍部隊的姨父母來到台灣。[1]
- 畢業於空軍通信電子學校專修班，曾擔任航行管制官、塔台台長、參謀、空軍廣播電台節目科科長等軍職，退役後曾擔任大世紀傳播總企劃、金雨傳播負責人等職務。[2][1]
- 1960年，在香港《亞洲畫報》發表第一篇文章〈四海親情〉，獲得《亞洲畫報》第六屆短篇小說比賽第一名。[3]
- 1968年，以〈挖〉獲得第四屆國軍文藝金像獎小說獎。[2]
- 1970年，以〈維納斯行動〉獲得第六屆國軍文藝金像獎電影劇本銀像獎。[4]
- 1972年，以〈兩伙伴〉獲得第八屆國軍文藝金像獎短篇小說銅像獎。[5][6]
- 1977年，生平中首次撰寫的電影劇本〈筧橋英烈傳〉獲得第14屆金馬獎的金馬獎最佳改編劇本。[7][8]
- 1978年，獲得第一屆中興文藝獎章電視劇編劇獎[註 1]。[9][10]
- 1980年，以〈烽火赤子情〉獲得第十六屆國軍文藝金像獎電視劇本銀像獎[註 2]。[11][12]
- 1983年，以台視〈巴黎機場〉獲得第18屆金鐘獎電視金鐘獎編劇獎。[13]
- 1984年，以台視〈星星知我心〉獲得第19屆金鐘獎電視金鐘獎編劇獎。[14]
- 1985年，以台視〈星星的故鄉〉獲得第20屆金鐘獎電視金鐘獎編劇獎。[15]
- 生平著作有小說集《挖》，由光啟出版社於1970年出版。早期作品收入於《亞洲短篇小說選》第十、十一集，由亞洲出版社於1960年出版。另有電影、電視劇本多達數十種[註 3]。

## 團隊
- 何曉鐘編劇小組
  - 何曉鐘、漁人、魯俠、曉芃。（參與〈星星知我心〉）
  - 何曉鐘、林霖、張龍光[16]。（參與〈星星的故鄉〉）

## 主要作品
- 1976年〈滿庭芳〉台視
- 1977年〈筧橋英烈傳〉中影（獲第14屆金馬獎最佳編劇）
- 1978年〈烽火兒女情〉中視
- 1980年〈名劇精選－高處不勝寒〉中視
- 1982年〈巴黎機場〉台視（獲第18屆金鐘獎最佳編劇）
- 1982年〈又見阿郎〉台視
- 1982年〈天地良心〉台視
- 1983年〈星星知我心〉台視（獲第19屆金鐘獎最佳編劇）
- 1984年〈星星的故鄉〉台視（獲第20屆金鐘獎最佳編劇）

## 外部連結
- 國家圖書館－當代文學史料系統[永久]
- 國立台灣文學館－2007台灣作家作品目錄系統 （页面存档备份，存于）